# The Minders
The Minders es una banda estadounidense estrechamente asociada con The Elephant Six Collective. Iniciada por Martyn Leaper en Denver, Colorado en 1996, los miembros originales de la banda incluían a Leaper en guitarra y voz, Rebecca Cole en batería, Jeff Almond en guitarra y Marc Willhite en bajo.

## Trayectoria musical
Leaper formó Minders en Denver junto con Robert Schneider y Hilarie Sidney de The Apples in Stereo. Juntos grabaron Paper Plane EP en Athens, Georgia. Leaper grabó "Come On & Hear 7" en Denver, Colorado. En ese momento, Leaper comenzó a intentar formar una banda más permanente después de lanzar "Paper Plane" en 7".
Con una formación permanente, la banda pudo lanzar Rocket 58 como un EP y firmar con spinART Records, que lanzó su primer álbum Hooray for Tuesday de 1998. Se produjo la gira y el lanzamiento de algunos otros sencillos, y la banda se separó, con Leaper y Cole mudándose de Denver a Portland y reclutando a la futura bajista de la banda Jicks, Joanna Bolme. La agitación menor resultó en el lanzamiento eventual de Cul-De-Sacs And Dead Ends, una compilación de sencillos y lados B.
Bolme dejó a los Minders poco después del lanzamiento del segundo álbum propiamente dicho de la banda, Golden Street, en 2001. Almond y Willhite se reagruparon con la banda a tiempo para lanzar su tercer álbum en 2002, The Future's Always Perfect .
En la primavera de 2008, Cole dejó la banda.
En 2016, The Minders lanzó Into the River por la discográfica Space Cassette.

## Discografía
The Minders han lanzado sus álbumes en spinART, pero también han lanzado varios EP y sencillos en una variedad de sellos discográficos.

### Álbumes
- Hooray for Tuesday - spinART - 1998
- Cul-De-Sacs and Dead Ends - spinART - 1999
- Golden Street - spinART - 2001
- The Future's Always Perfect - Future Farmer - 2003
- The Stolen Boy - CD autoeditado solo para la gira - 2004
- It's a Bright Guilty World - Future Farmer - 2006
- Cul-De-Sacs and Dead Ends vol 2 - Dirigeable Recordings - 2012
- Into the River - Space Cassette - 2016
- Psychedelic Blacktop - Space Casette - 2022

### Sencillos y EP
- "Come On & Hear" (7") - Elephant 6 - 1996
- "Paper Plane" (7") - Elephant 6 - 1996
- "Rocket 58" (7") - 100 Guitar Mania - 1997
- "Black Balloon" (7") Little Army - 1998
- "Right as Rain" (7") Earworm - 1999
- Down in Fall (CD) - spinART - 2000
- Split con Tobin Sprout (7") - Sprite Recordings - 2002
- "Live at KPSU" (7") - Dirigeable Records - 2002
- "Tearaway" (7") - Omnibus Records - 2003
- Split con The Zebras (7") - Low Transit Industries - 2003
- "It's Going To Break Out" (7"/Descarga digital) - Dirigeable / Space Cassette - 2013